# Schinostethus luzonicus
Schinostethus luzonicus là một loài bọ cánh cứng trong họ Psephenidae. Loài này được Lee, Jäch & Yang miêu tả khoa học đầu tiên năm 1998.